# 慶應義塾体育会端艇部
慶應義塾体育会端艇部（けいおうぎじゅくたいいくかいたんていぶ、英:Keio Rowing Club）は、ボート競技・カヌー競技の部活動である。1889年に創部し、慶應義塾体育会の中で4番目に長い歴史を持つ。ボート部門は三大早慶戦、世界三大レガッタの一つとされる早慶レガッタを開催していることで知られる。OB組織は三田漕艇倶楽部。

## 部門
原則、慶應義塾体育会端艇部とは1889年に創部されたボートを指すが、後にカヌー部門も追加されたことから便宜上、ボート部門とカヌー部門に分けて呼ばれている。端艇部という名の下にあるが、それぞれの部門の活動は全く異なり、それぞれがほぼ独立して活動している。
- ボート部門
- カヌー部門

## 概要
埼玉県戸田市にある戸田オリンピックボートコースに敷地面積720坪の艇庫を構え、年間を通して合宿生活を行なっている。1889年の創部より130年以上経過していることもあり、本流であるボート部門は年間を通じて、野球・ラグビーと並ぶ3大早慶戦である早慶レガッタや、全塾を挙げて行う水上運動会などの伝統ある催事がある。カヌー部門は後に追加された部門であるが、ボート部門と共同で艇庫を使用している。また、一貫校である慶應義塾高校や慶應義塾志木高校のボート部もこの艇庫に競漕艇を保管している。部長は慶應義塾大学商学部教授で、日本国際経済学会会長を務める遠藤正寛教授である。
OBOG組織として三田漕艇倶楽部があり、学生への支援を行なっている。会員数は1000人を超えるとされる。
ボート競技はホッケーやラクロスなどと並び、大学から始めてもトップ選手を目指すことのできるスポーツとされ、慶應義塾体育会端艇部においても、部員の過半数が未経験者である。これまでに5回オリンピックに出場し、直近でも、2021年には花形種目とされる8人乗りの「エイト」で全日本大学選手権3位、全日本選手権5位の成績を残し、2022年には全日本新人選手権においても日本3位の成績を残すなど、日本ボート界を代表するチームであると言える。

## 沿革
- 1889年:創部
- 1905年:第一回早慶レガッタ開催
- 1932年:ロサンゼルス五輪出漕
- 1952年:ヘルシンキ五輪出漕
- 1956年:メルボルン五輪出漕
- 1957年:嵐のボートレース
- 1959年:全日本エイト三連覇
- 1964年:東京五輪出漕
- 1979年:早慶レガッタ隅田川復活
- 1984年:ロサンゼルス五輪出漕
- 1990年:創部100周年 全日本エイト 優勝
- 1993年:戸田艇庫 改築
- 2003年:全日本大学選手権 エイト 優勝
- 2016年:早慶レガッタ五連覇
- 2017年:全日本大学選手権 女子ペア優勝
- 2021年:全日本大学選手権男子エイト第3位

## 艇庫（合宿所）
埼京線戸田公園駅から徒歩5分という好立地に敷地720坪・地上2階建ての艇庫（合宿所）を構えている。
鉄骨造の艇庫の1階部分には数十艇の競漕艇が保管され、2階部分は80名以上が生活可能な合宿スペースとなっている。
艇庫は、1964年の東京オリンピックでも使用されたボート競技専用の競技施設である戸田漕艇場に面しており、道路などを通らずに艇を水に浮かべることが可能である。
なお、慶應義塾大学日吉キャンパスにも部室を構えている。
●所在地
〒335-0024 埼玉県戸田市戸田公園1-46

## アクセス
戸田艇庫
埼京線戸田公園駅徒歩5分

## 特徴

### ボート部門
慶應義塾体育会端艇部の特徴は未経験者が多いことである。それでも、全日本級の大会の入賞者に毎年名前を連ねる強豪校であり、指導体制が充実していると言える。また、文武両道にも力を入れており、端艇部独自のニュージーランドへの留学制度がある。また、1889年の創部から130年以上が経過していることもあり、1000人を超えるOBOGがいるなど、三田会組織も充実している。

#### 水上運動会
毎年初夏に幼稚舎生から大学院生までの「塾生」であれば誰でも参加できる「塾長杯水上運動会」が、戸田漕艇場を貸し切って開催されている。

## 主な戦績

### ボート部門
（全日本選手権）
- 1934年：第15回全日本選手権大会　男子エイト優勝
- 1951年：第30回全日本選手権大会　男子エイト優勝
- 1956年：第35回全日本選手権大会　男子エイト優勝
- 1957年：第36回全日本選手権大会　男子エイト優勝
- 1958年：第37回全日本選手権大会　男子エイト優勝
- 1960年：第39回全日本選手権大会　男子エイト優勝
- 1962年 : 第41回全日本選手権大会　男子エイト優勝
- 1964年 : 第43回全日本選手権大会　男子エイト優勝
- 1970年：第49回全日本選手権大会　男子エイト優勝
- 1989年：第68回全日本選手権大会　男子エイト優勝
- 1994年：第73回全日本選手権大会　男子舵手無しフォア優勝
- 1995年：第74回全日本選手権大会　男子舵手なしア優勝
- 1997年：第76回全日本選手権大会　男子舵手付きペア優勝
- 1999年：第78回全日本選手権大会　男子舵手付きペア優勝

（全日本軽量級選手権）
- 2001年：第23回全日本軽量級選手権大会　男子エイト優勝
- 2009年：第31回全日本軽量級選手権大会　女子ダブルスカル優勝

（全日本大学選手権）
- 1976年：第3回全日本大学選手権大会　男子軽量級舵手付きフォア・男子ダブルスカル優勝
- 1977年：第4回全日本大学選手権大会　男子軽量級舵手付きフォア優勝
- 1979年：第6回全日本大学選手権大会　男子舵手付きフォア・男子ダブルスカル優勝
- 1980年：第7回全日本大学選手権大会　男子シングルスカル優勝（堀内俊介）
- 1982年：第9回全日本大学選手権大会　男子舵手付きフォア優勝
- 1984年：第11回全日本大学選手権大会　男子舵手付きフォア優勝
- 1994年：第21回全日本大学選手権大会　【総合優勝】男子エイト・舵手無しフォア・男子舵手なしペア・舵手付きペア優勝
- 1995年：第22回全日本大学選手権大会　男子舵手無しフォア・男子舵手付きペア優勝
- 1996年：第23回全日本大学選手権大会　男子エイト3位手無しフォア
- 2003年：第30回全日本大学選手権大会　男子エイト・男子舵手なしペア優勝
- 2006年：第33回全日本大学選手権大会　女子シングルスカル優勝
- 2009年：第36回全日本大学選手権大会　女子ダブルスカル優勝
- 2017年：第44回全日本大学選手権大会　女子舵手なしペア優勝

## 主な出身者

### ボート部門
- 平岡英介：日本オリンピック委員会専務理事
- 清水新一郎：日本航空(株)代表取締役副社長執行役員[16]
- 宮島大祐：KENEDIX代表取締役社長[17][18]
- 井上裕貴：NHKアナウンサー
- 勝野健：フジテレビアナウンサー
- 中村想人：朝日放送テレビアナウンサー